# Сонвиго (Болцано)
Сонвиго је насеље у Италији у округу Болцано, региону Трентино-Јужни Тирол.
Према процени из 2011. у насељу је живело 17 становника. Насеље се налази на надморској висини од 1324 м.